# Club Atletismo Tenerife CajaCanarias
El Club Atletismo Tenerife CajaCanarias es un club de División de Honor creado en el año 2006 para ser el equipo representativo del atletismo en la isla de Tenerife (Canarias, España). Cuenta con el respaldo del Cabildo Insular de Tenerife y de la entidad financiera CajaCanarias.
El club se fundó con la intención de reunir a los mejores atletas que surgen de los proyectos locales impulsados por los diferentes clubes de la isla y con vocación de cooperar y no competir con los clubes existentes. En su primera temporada estuvo formado por un total de diecinueve clubes asociados y dentro de sus objetivos está fortalecer y consolidar a todos ellos, respetando sus proyectos de cantera y evitando ser competencia en las ligas de club de ámbito insular y regional.
En la actualidad, cuenta con una plantilla de más de cincuenta atletas, entre hombres y mujeres, con el fin de consolidarse en la máxima categoría del atletismo español, la División de Honor, fichando, exclusivamente, atletas con licencia federativa de Tenerife. 
Entre sus componentes destacan atletas internacionales como Iván Rodríguez Ramallo, Germán Millán, Teresa Linares, Basilio Labrador, Jonay González, Daniel Molowny, Simón Siverio, Susana García,Jonay Jordan entre muchos otros.
La entidad cuenta además con varios entrenadores adscritos al programa de tecnificación de la Federación Insular de Atletismo de Tenerife. Además de pretender dar rentabilidad al apoyo y patrocinio que las entidades públicas y privadas vienen realizando, especialmente a partir del Plan Insular de Atletismo de Tenerife, para hacer realidad un equipo que haga competitivo al atletismo de Tenerife en el exterior.

## Historial
Temporada 2007/2008
A nivel de club:
- Ascenso a División de Honor Masculina (2.º - 177 puntos)
- Ascenso a División de Honor Femenina (1.º - 200 puntos)
- Campeón de Canarias de Pista de Invierno Masculino
- Campeón de Canarias de Pista de Invierno Femenino
- Decimocuarto puesto en la clasificación por clubes de España de Invierno (240)

Temporada 2006/2007
A nivel de club:
- Ascenso a Primera División Masculina (1.º - 115 puntos)
- Ascenso a Primera División Femenina (1.º - 124 puntos)
- Campeón de Canarias de Pista de Invierno Masculino
- Campeón de Canarias de Pista de Invierno Femenino
- Cuarto en el medallero del Campeonato de España Absoluto A.L.
- Vigésimo cuarto puesto en la clasificación por clubes de España (275 clubes)

A nivel individual:
- Trece medallas nacionales de Oro
- Cinco medallas nacionales de Plata
- Tres medallas nacionales de Bronce
- Récord nacional absoluto de Disco (Mario Pestano - 68.26 m)
- Récord regional absoluto de Peso (Germán Millán - 19.34 m)
- Récord regional promesa de Altura (Simón Siverio - 2.14 m)
- Récord regional juvenil de 400 m (Violeta Reyes - 58.90 s)
- Récord regional cadete de 1500 m obst. (Yuliana Velásquez - 5.17,69)
- Récord regional veterano M35 de Pértiga (Carlos González - 4.41 m)
- Récord regional veterano M35 de 60 mv. (Carlos González - 9.40 s)
- Récord regional veterano M40 de 5 km marcha (Basilio Labrador - 22.13.8)
- Récord regional veterana M35 de Peso (Elena González - 10.18 m)
- Récord insular absoluto de Jabalina (Gonzalo Hernández - 54.99 m)